# Mettenberggroeve IV

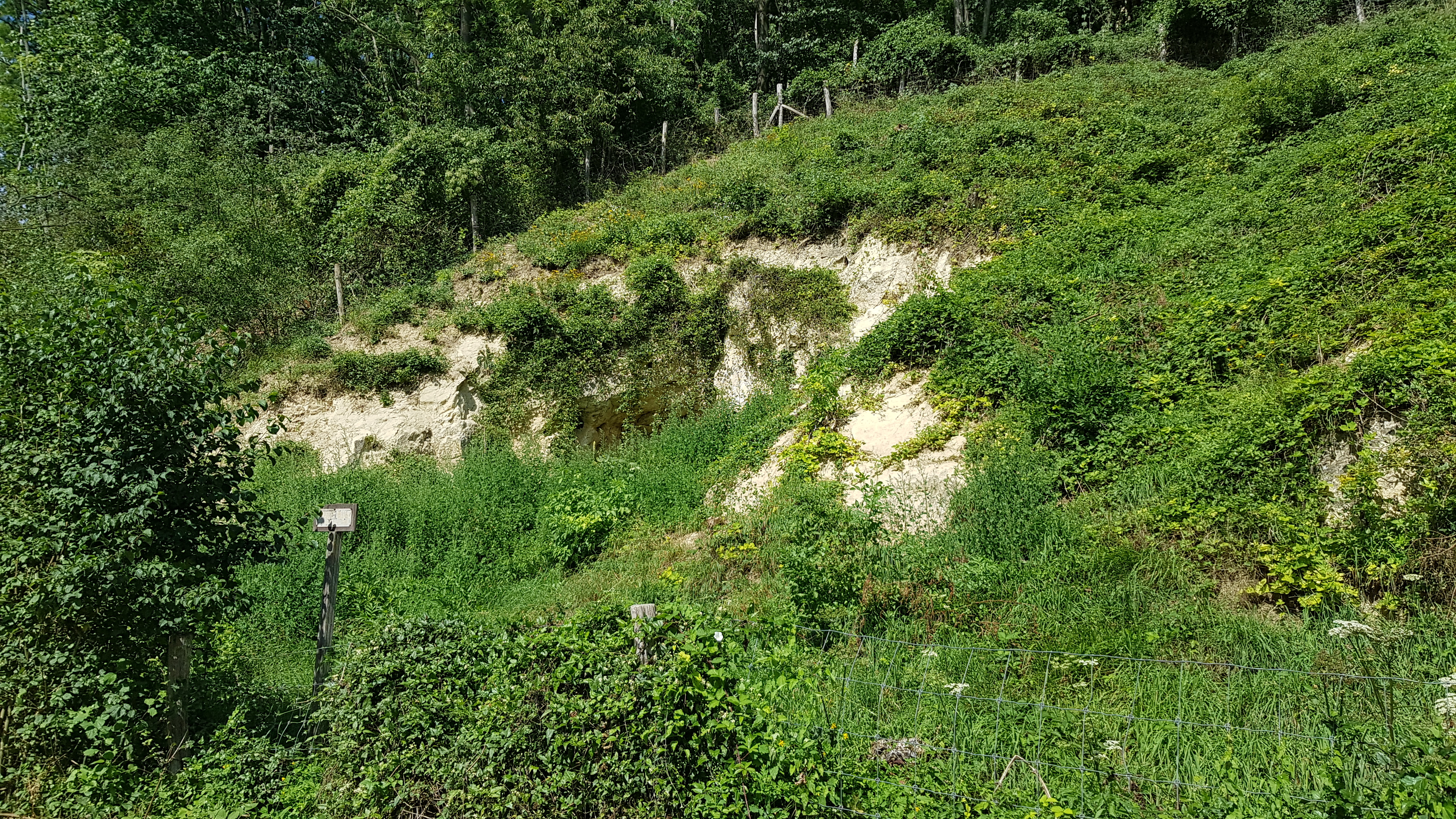
Mettenberggroeve IV

De Mettenberggroeve IV is een Limburgse mergelgroeve in de Nederlandse gemeente Eijsden-Margraten in Zuid-Limburg. De groeve ligt ten zuidoosten van Bemelen en ten zuidoosten van Sint Antoniusbank in het Bemelerbos op de zuidwestelijke helling van de Mettenberg aan de rand van het droogdal Sibbersloot. De groeve ligt aan de westelijke rand van het Plateau van Margraten in de overgang naar het Maasdal. In de omgeving duikt het plateau een aantal meter steil naar beneden. De groeve ligt in het gebied van Bemelerberg & Schiepersberg.
Op ongeveer 150 meter naar het noordwesten ligt Mettenberggroeve III, op ongeveer 200 meter naar het noordwesten liggen de groeves Mettenberggroeve I en Mettenberggroeve II en op ongeveer 400 meter naar het zuidwesten ligt Mettenberggroeve V.

## Geschiedenis
De groeve werd door blokbrekers ontgonnen voor de winning van kalksteenblokken.

## Groeve
De Mettenberggroeve IV heeft een smalle ingang met daarachter een gang met een lengte van 14 meter diep.
De groeve ligt op het terrein van het Het Limburgs Landschap. In 2016 werd de groeve op veiligheid onderzocht en goedgekeurd.